# Луганский природный заповедник
Луганский природный заповедник (укр. Луганський природний заповідник) — заповедник в Луганской области Украины.
Состоит из четырёх отделений:
- «Станично-Луганский заповедник» («Придонцовская пойма») (4,98 км²)
- «Стрельцовская степь» (10,36 км²)
- «Провальская степь» (5,87 км²)
- «Трёхизбенская степь» (32,81 км²)

Располагается на территории Счастьенского («Станично-Луганское», «Трёхизбенская степь»), Старобельского («Стрельцовская степь»), Должанского («Провальская степь») районов Луганской области Украины.
Был создан 12 ноября 1968 года постановлением Совета Министров Украинской ССР. Первоначально в заповеднике было только два отделения «Станично-Луганское» и «Стрельцовская степь». 22 декабря 1975 года было создано ещё одно отделение — «Провальская степь». Указом Президента Украины от 18.12.2008 года создано четвёртое отделение «Трёхизбенская степь». Общая площадь заповедника составляет 54,1 км², суммарная площадь охранной зоны составляет 16,07 км².
Создан для охраны природных комплексов востока Украины: разнотравно-типчаково-ковыльных степей, южных отрогов Среднерусской возвышенности, разнотравно-типчаково-ковыльных степей и байрачных лесов Донецкого кряжа, лесной, луговой и лугово-болотной растительности поймы Северского Донца, а также его песчаной террасы.
15 видов растений, произрастающих в заповеднике и 28 видов животных, проживающих на территории заповедника, занесены в Европейский красный список. 41 вид растений, произрастающих в заповеднике. 102 вида животных, проживающих на территории заповедника, занесены в Красную книгу Украины. 4 вида растений и около 200 видов животных охраняются согласно Бернской конвенции.
Администрация заповедника находится в посёлке Станица Луганская. Директор — к.б.н. Сова Татьяна Викторовна.